# 파워북
파워북(PowerBook)은 애플 컴퓨터가 제조 및 판매하였던 매킨토시 노트북 컴퓨터 제품군의 명칭이다.
파워북은 매킨토시 시리즈의 첫 번째 포터블 모델이었던 매킨토시 포터블의 뒤를 이어 만들어진 제품군으로 1991년 10월 첫 파워북 기종인 '파워북 100'이 소개되었고, 그 이후로 68000 시리즈, 파워피씨 시리즈의 프로세서를 사용한 제품들이 판매되었다. 파워북은 컴퓨터 업계의 신기술을 선도적으로 도입하였고 수려한 디자인으로 각종 디자인 관련 상을 수상하였다. 2006년 4월 인텔 코어 듀오 프로세서를 사용한 맥북 시리즈로 대체되었다.

## 역사

### 초기 파워북

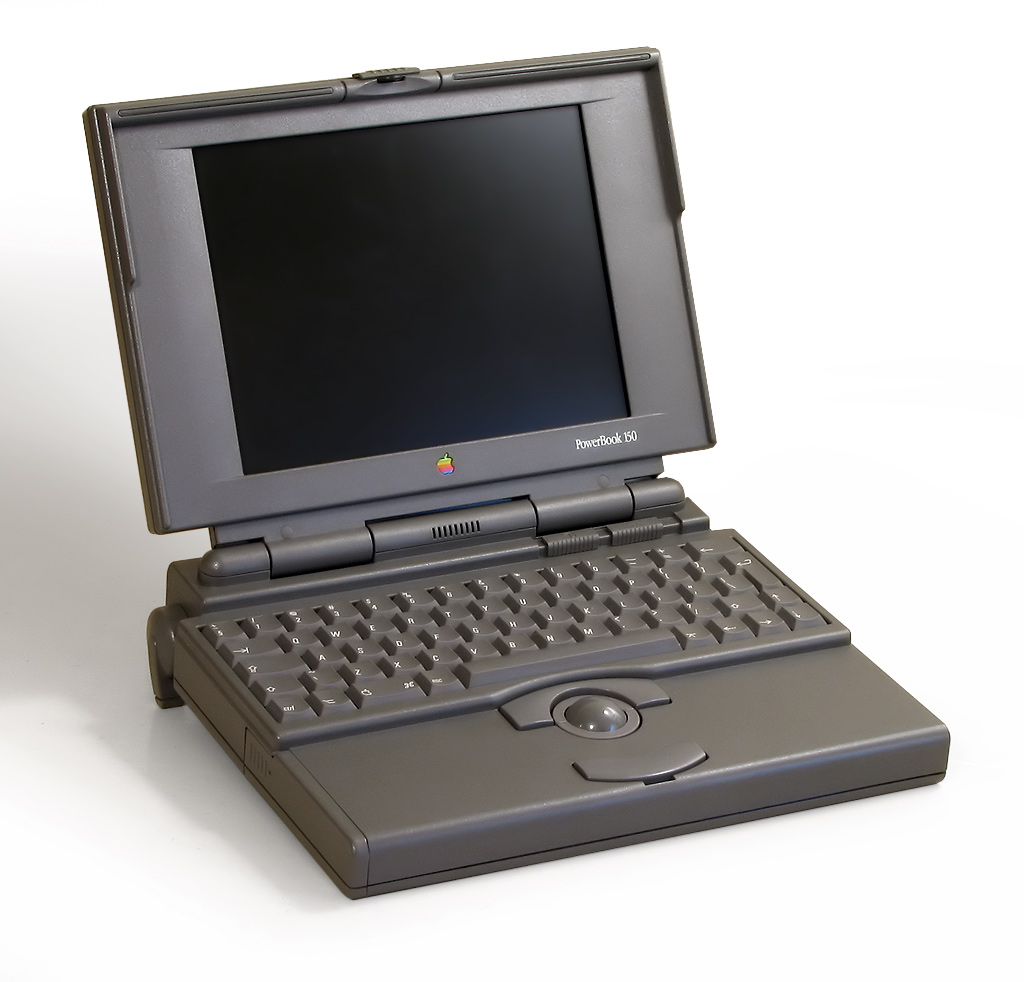
파워북 150

초기의 파워북은 모토로라의 68000 시리즈 프로세서를 사용하여 68k 파워북이라고 불리기도 한다. 1991년 10월 첫 파워북인 파워북 100, 140, 170이 소개되었다. 이 제품들은 컴팩트한 디자인을 갖추었고 처음으로 트랙볼, 트랙패드, 팜레스트를 도입하여 다른 노트북 컴퓨터에 많은 영향을 미쳤다. 68k 파워북은 일반적인 용도에 적합한 파워북과 이동성이 강조된 파워북 듀오 두가지 제품군으로 나뉘어 판매되었다.
한편 파워북 100은 매킨토시 포터블의 설계를 바탕으로 소니가 디자인과 생산을 맡았다. 그리고 일본에서의 인기에 힘입어 파워북 550c와 같이 일본에서만 출시된 제품도 있었다.

### 파워피씨 파워북

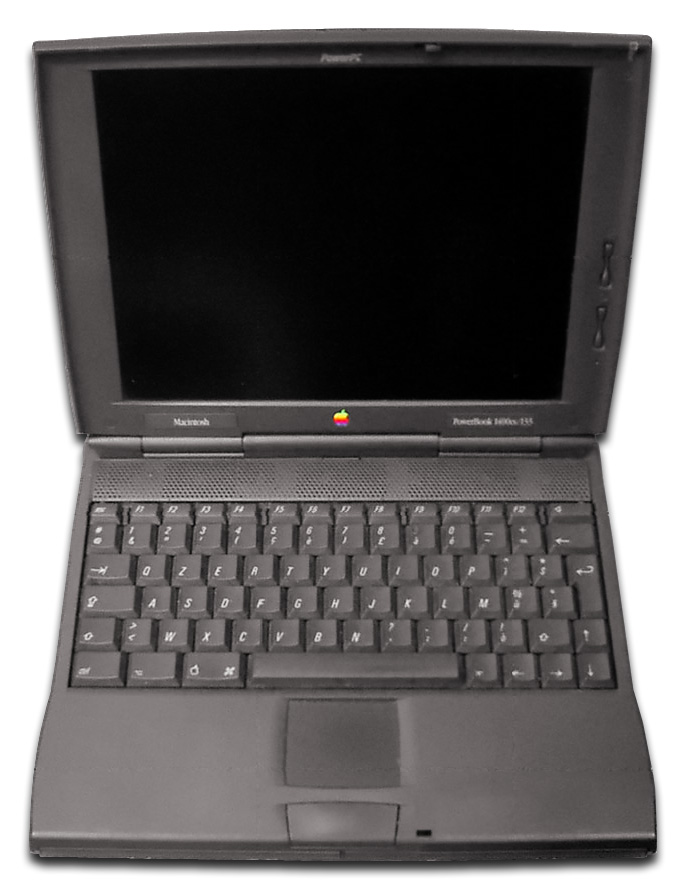
파워북 1400cs

1994년 애플 컴퓨터는 매킨토시의 프로세서를 파워피씨로 변경하였고 이에 따라 1995년 8월 파워피씨 프로세서를 사용한 파워북 5300과 파워북 듀오 2300c가 출시되었다. 그러나 파워북 5300은 안정성이 좋지 않았고 초기에 사용한 리튬 이온 배터리는 안전 상의 문제로 리콜되는 등의 문제로 평가가 좋지 않았다. 이후 1996년 10월 시디롬을 내장한 파워북 1400cs가 출시되었고 뒤이어 1997년 파워북 3400c, 서브 노트북인 파워북 2400c가 출시되었다.

### 파워북 G3

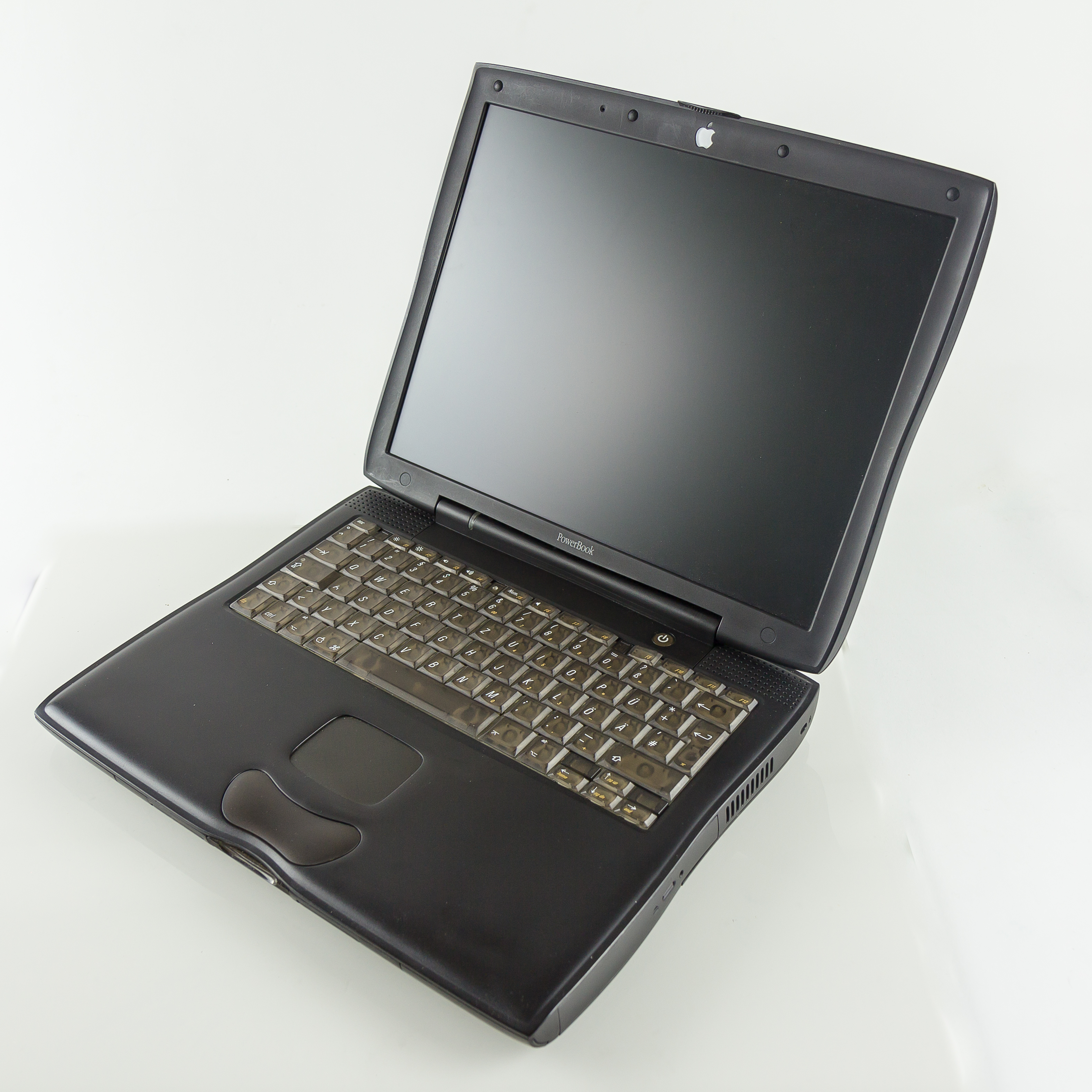
파워북 "피스모"

1997년 11월 발표된 파워북 G3 "캉가"는 파워북 3400c를 기반으로 만들어졌다. 캉가는 빠른 속도로 작동하는 백사이드 캐시를 갖고 있어 상당히 높은 성능을 보여주었다. 1998년에는 DVD 드라이브와 화면 크기를 선택할 수 있었던 파워북 G3 시리즈 "월스트리트", "PDQ" 가 출시되었고, 1999년에는 USB 포트를 장착하고 14인치 모델로 단일화된 파워북 G3 "롬바르드", 2000년에는 SCSI 포트를 제거하고 FireWire 포트를 장착한 파워북 "피스모"가 출시되었다.
파워북 G3는 업그레이드를 거듭하면서 기존에 매킨토시에서 사용하던 ADB와 SCSI를 USB와 FireWire로 대체하였고, 피스모는 아이북에서 먼저 소개된 AirPort를 사용할 수 있었다. 월스트리트 이후의 파워북 G3는 곡선으로 이루어진 단정한 디자인 때문에 '아르마니 파워북'이라고 불리기도 한다.

### 파워북 G4

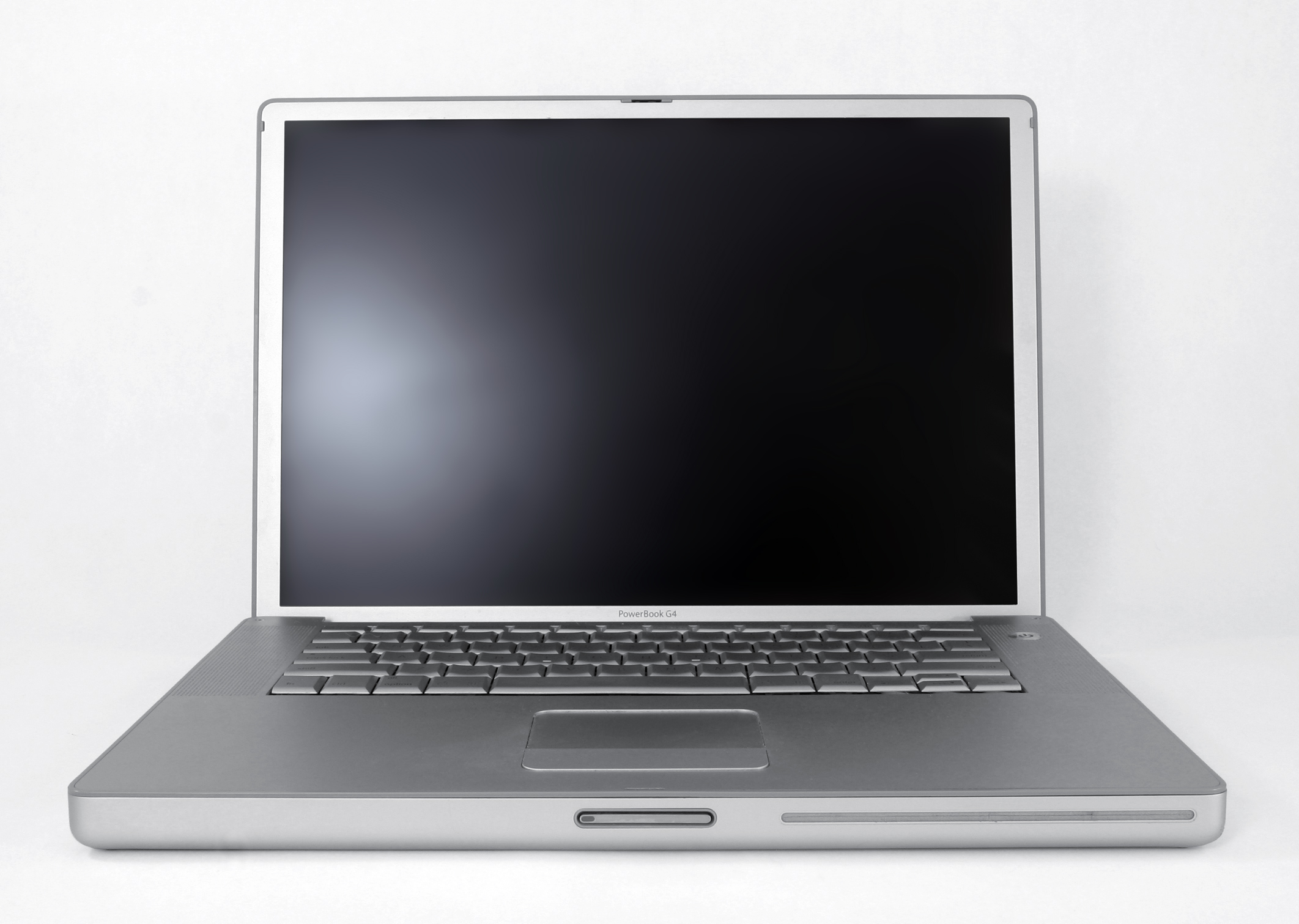
15인치 알루미늄 파워북 G4

2001년 1월 티타늄 재질 케이스와 15.2인치 와이드스크린 액정 모니터를 장착한 파워북 G4가 소개되었다. 티타늄 파워북 G4는 두께가 전 모델인 파워북 "피스모"의 절반 정도인 1인치로 슬림한 노트북이었고 슬롯로딩 드라이브를 장착하였다. 2003년 1월에는 알루미늄 재질 케이스를 갖춘 12인치와 17인치 알루미늄 파워북 G4가 발표되었고 9월에는 FireWire 800 포트가 장착된 15인치 알루미늄 파워북 G4가 출시되었다. 알루미늄 파워북 G4는 프로세서 속도 업그레이드를 거듭하다가 2005년 10월 마지막 파워북 G4가 출시되었다. 이때 프로세서 속도는 12인치 모델이 1.5 GHz, 15인치와 17인치 모델이 1.67GHz였다.
파워북 G4는 케이스의 재질에 따라 티타늄 파워북 G4는 '타이북(TiBook)', 알루미늄 파워북 G4는 '알북(AlBook)'이라는 별명이 붙었다.

### 단종
파워북은 파워맥과 달리 파워피씨 G5 모델이 출시되지 않았다. 이는 파워피씨 G5의 발열이 많았기 때문이었다. 파워피씨 G5의 성능은 상당히 높았지만 발열이 많아 G5 프로세서를 두개 장착한 파워맥 G5는 수냉식 냉각 장치와 대형 팬을 장착했고 아이맥 G5는 덕트를 설치해 공기 흐름을 조절하였다. 또한 소비 전력 대 성능 비율에서도 인텔 프로세서에 비해 좋지 않았다. 이와 같은 약점은 특히 노트북 컴퓨터인 파워북 G4에 있어서 결정적인 장애물이 되었다.
애플 컴퓨터는 2005년 WWDC에서 인텔 프로세서로의 이전을 발표하고 2006년 4월에 맥북 프로를 발표하면서 파워북을 단종시켰다.

## 같이 보기
- 아이북